# 依维莫司
依維莫司（INN:everolimus），以Afinitor（有飛尼妥、癌伏妥等譯名）等品牌名稱於市場上銷售，是一種用作免疫抑制的藥物，以預防器官移植後的排斥反應，並作為標靶治療藥物，用於腎細胞癌和其他腫瘤的治療。
依維莫司經由口服方式給藥。
依維莫司也用作心血管支架洗脫藥物（作支架表面的藥物塗層，防止增生），可抑制支架再發生狹窄，以維持血管暢通。
它是雷帕黴素的40-O-(2-羥乙基) 衍生物，作用機制與雷帕黴素相似，皆為哺乳動物雷帕黴素靶蛋白 (mTOR) 的抑制劑。
依維莫司由諾華公司銷售，在移植醫學中以Zortress（在美國）和Certican（在歐盟及其他國家）為商品名稱，而在腫瘤學中則以Afinitor（治療一般腫瘤）和Votubia（治療結節性硬化症引起的腫瘤）為商品名稱。
此藥物已列入世界衛生組織基本藥物標準清單之中。市場上有其通用名藥物販售。

## 醫療用途
依維莫司已獲准用於多種疾病治療，如：
- 晚期腎癌（美國食品藥物管理局（FDA）於2009年3月核准）[17]
- 腎臟移植後預防器官排斥（FDA於2010年4月核准）[18]
- 不適合採外科手術的結節性硬化症 (TS) 相關室管膜下巨細胞星形細胞瘤（英语：Subependymal giant cell astrocytoma） （SEGA）治療（FDA於2010年10月核准）[19]
- 無法手術切除的進行性或轉移性胰神經內分泌瘤（FDA於2011年5月核准）[20]
- 與依西美坦聯合用於治療更年期後女性罹患的晚期激素受體陽性、HER2陰性乳癌（FDA於2012年7月核准）[21]
- 肝臟移植後預防器官排斥（2013年2月核准）
- 治療無法切除、局部晚期或轉移性、進行性、分化良好、無功能性胃腸道或肺源性神經內分泌腫瘤 (NET)（FDA於2016年2月核准）[22]
- 用於治療2歲及以上成人和兒童患者的結節性硬化症相關部分發作性癲癇（FDA於2018年4月核准）[23]

## 國民保健署
英國英格蘭國民保健書因遲遲未決定結節性硬化症患者的依維莫司處方政策而遭批評。有20位醫生聯名致信英格蘭國民保健署委員會，聲援慈善組織結節性硬化症協會，強調約32位病情危急的患者亟需依維莫司治療，卻無法獲得資助，多人已等待數月，其中半數面臨本可避免的腎出血或腎衰竭等危險。有篇於2015年5月刊出的報導，指出一對居住在倫敦以南布萊頓的夫婦，盧克·亨利和史蒂芬妮·魯德威克（Luke Henry and Stephanie Rudwick），為籌措3萬英鎊以支付女兒貝瑟妮（Bethany ，患有結節性硬化症，腦、腎、肝皆有腫瘤，且每日頻繁癲癇發作）的治療費用，而被迫出售房產以變現。

## 作用機制
依維莫司相較於其母體化合物雷帕黴素，有更佳的水溶性。此外，依維莫司對mTORC1蛋白複合體具有更高的選擇性，卻對mTORC2的影響甚微。這種特性可能導致蛋白激酶B（AKT）過度活化，因為依維莫司抑制mTORC1的負回饋，卻未抑制mTORC2對AKT的正回饋。
依維莫司與其蛋白質受體FKBP12結合，後者直接與mTORC1相互作用，抑制其下游信號傳導。結果是編碼參與細胞週期和糖酵解過程的蛋白質信使核糖核酸 （mRNA）會受到損害或改變，而達到抑制腫瘤生長的目的。

## 不良反應
一項針對胃腸道或肺源性神經內分泌腫瘤患者，每日使用10毫克依維莫司的試驗顯示，有29%的患者因不良反應而停藥，70%的患者需減量或延遲用藥。42%的患者出現嚴重不良反應，包括3例死亡（心臟衰竭、呼吸衰竭、敗血性休克）。常見不良反應（≥30%）有口腔炎、感染、腹瀉、外周姓水腫、疲勞和皮疹。常見的血液學異常（≥50%）為貧血、高膽固醇血症、淋巴細胞減少症、AST升高和空腹血糖升高。

## 用於心臟移植
研究顯示，依維莫司或可用於心臟移植，因其能減少移植後的慢性心臟異體血管病變。此外，它在腎臟及其他器官移植中可能也具有與雷帕黴素相似的作用。

## 用於肝臟移植
過去對於肝移植受者使用m-TOR抑制劑（尤其是雷帕黴素）可能引發早期肝動脈血栓以及移植物喪失的擔憂，但研究人員Jeng等人對43位患者的研究發現，依維莫司在活體供肝移植後的早期階段屬於安全，且未發生肝動脈血栓或傷口感染。此外，該研究還提示依維莫司可能具有降低肝移植後肝細胞癌復發的潛力。研究結果顯示，對於移植前存在腎功能障礙的患者，術後三個月將依維莫司的谷濃度（即最低濃度水準）控制在3奈克/毫升，帶來益處，且在9位腎衰竭患者中，有6位腎功能顯著恢復,而有3名則呈現進一步惡化，其中1名需要接受血液透析。更重要的是當在活體供肝移植 (LDLT) 手術後第一週就開始使用依維莫司作為主要免疫抑制劑時，可觀察到其對肝細胞癌 (HCC) 有積極療效。

## 用於冠狀動脈支架
為預防冠狀動脈支架置入後發生再狹窄，支架採用依維莫司作為免疫抑制劑。雅培血管（Abbott Vascular）出品的Xience Alpine是一種知名的依維莫司支架洗脫藥物（EES），結合Multi-Link Vision鈷鉻合金支架平台和諾華的依維莫司，並已在全球（包括美國、歐盟和亞太地區）廣泛銷售。Boston Scientific也提供同類產品，例如Promus Elite
和Synergy。

## 用於抗衰老
依維莫司通過抑制其分子靶點mTOR，已證實能延長包括小鼠在內的模式生物的壽命，這使得mTOR抑制成為潛在的抗衰老策略。諾華公司進行的一項臨床試驗，結果顯示短期使用依維莫司能有效提升老年人接種流感疫苗後的免疫反應。，其機制可能與逆轉免疫衰老有關聯。此外，依維莫司在小鼠模型中引起的代謝副作用較雷帕黴素引起的更輕微。

## 臨床試驗
截至2010年10月，依維莫司正處於針對胃癌、肝細胞癌和淋巴瘤的第三期臨床試驗階段。隨後在2012年，有報告指出依維莫司被實驗性地用於治療難治性慢性移植物對抗宿主疾病。
此外，於2011年公佈的一項中期第三期臨床試驗結果顯示，對於晚期乳癌患者，在依西美坦療法中加入Afinitor（依維莫司）能顯著延長其無惡化生存期，優於單獨使用依西美坦的。

## 延伸閱讀
- Sedrani R, Cottens S, Kallen J, Schuler W. . Transplantation Proceedings. August 1998, 30 (5): 2192–4. PMID 9723437. doi:10.1016/S0041-1345(98)00587-9.